# Елизабет фон Хесен (1503 – 1563)
Вижте пояснителната страница за други личности с името Елизабет фон Хесен.
Елизабет фон Хесен (на немски: Elisabeth von Hessen; * 1503; † 4 януари 1563, Лауинген) е принцеса от Хесен и чрез женитби херцогиня на Пфалц-Цвайбрюкен и пфалцграфиня на Пфалц-Зимерн.

## Биография
Тя е най-малката от петте дъщери на ландграф Вилхелм Стари фон Хесен (1466 – 1515) и на Анна фон Брауншвайг-Волфенбютел (1460 – 1520), дъщеря на херцог Вилхелм II фон Брауншвайг-Каленберг-Гьотинген. През 1518 г. Елизабет е отвлечена от ландграф Филип I фон Хесен.
Елизабет се омъжва на 10 септември 1525 г. в Касел за пфалцграф и херцог Лудвиг II фон Пфалц-Цвайбрюкен (1502 – 1532) от фамилията Вителсбахи, пфалцграф и херцог на Пфалц-Цвайбрюкен и граф на Велденц. Сватбата се отлага първоначално заради избухналата война на селяните. Лудвиг умира през 1532 г. на 30 години. Император Фердинанд I разрешава на Елизабет да поеме опекунството заедно с пфалцграф Рупрехт фон Пфалц-Велденц за нейния малолетен син Волфганг.
Елизабет се омъжва втори път на 9 януари 1541 г. за 57-годишния пфалцграф Георг фон Зимерн (1518 – 1569), херцог на Пфалц-Зимерн от фамилията Вителсбахи. Тя е втората му съпруга. Тя помага да се въведе реформацията в херцогство Зимерн.
Елизабет се омъжва втори път на 9 януари 1541 г. за 57-годишния пфалцграф Георг фон Зимерн (1518 – 1569), херцог на Пфалц-Зимерн от фамилията Вителсбахи. Тя е втората му съпруга. Елизабет помага да се въведе реформацията в Херцогство Зимерн.

## Деца
Елизабет и Лудвиг II фон Пфалц-Цвайбрюкен имат две деца:
- Волфганг (1526 – 1569), от 1532 пфалцграф и херцог на Пфалц-Цвайбрюкен, от 1557 г. също херцог на Херцогство Пфалц-Нойбург

∞ 1545 принцеса Анна фон Хесен (1529 – 1591)
- Христина (1528 – 1534)

Елизабет и Георг от Зимерн имат един син:
- Йохан (1541 – 1562)